# Zeewaardigheid

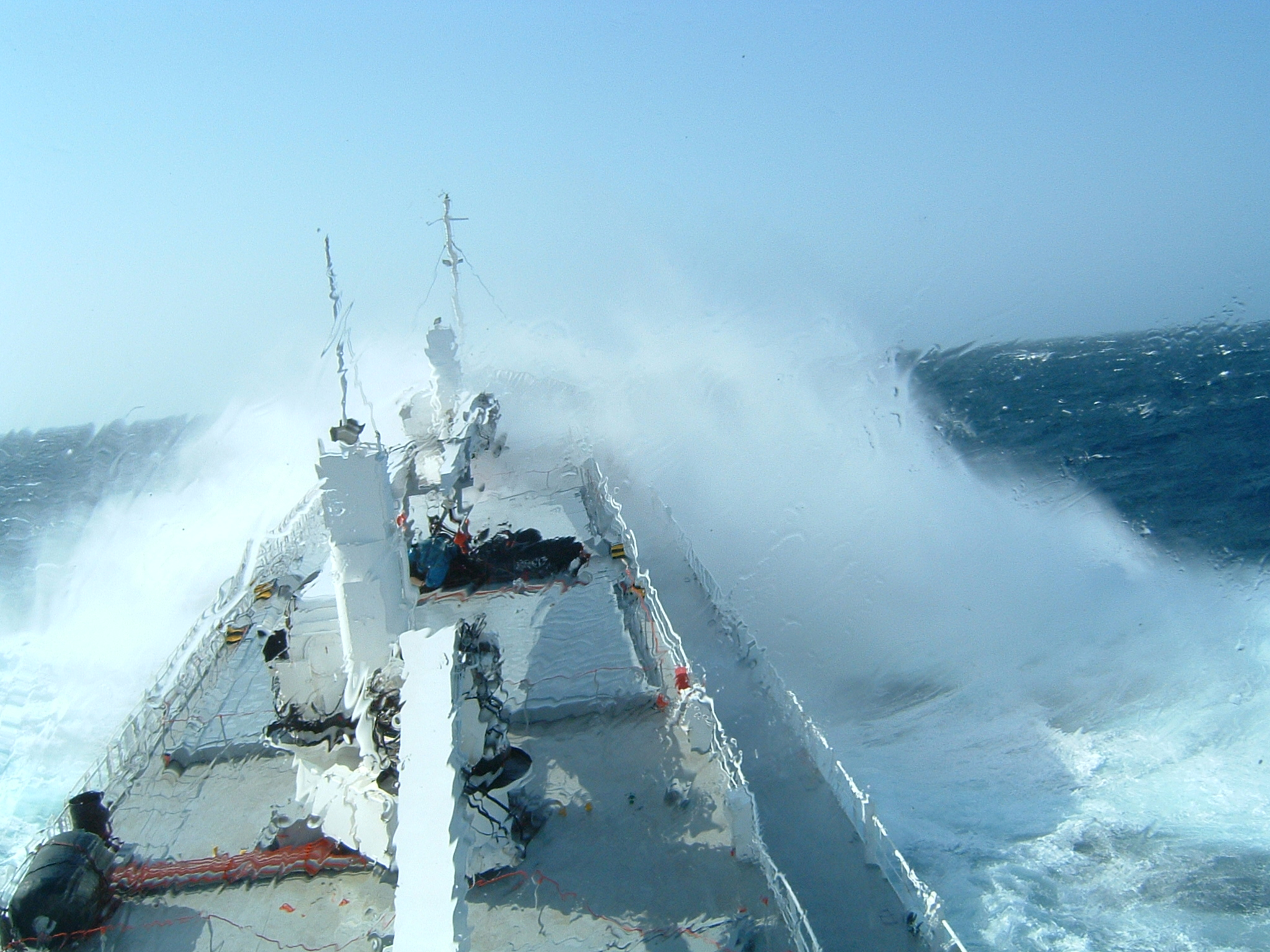
Zeewaardigheid is vooral van belang tijdens zwaar weer

Zeewaardigheid is alle voorwaarden waaraan een schip moet voldoen om een voorgenomen reis te volbrengen en passagiers, bemanning en lading zonder aanmerkelijke schade te vervoeren.
De voorwaarden zijn onder andere voldoende stabiliteit, sterkte, reservedrijfvermogen, waterdichte integriteit, brandstof, proviand en uitrusting, de voortstuwing en hulpbedrijf in volledig operationele staat, de radiocommunicatie, veiligheidsuitrusting en lens- en brandbluscapaciteit in orde, de lading goed gestuwd en de bemanning gezond en capabel.
Aan de zeewaardigheid worden eisen gesteld in vier verdragen van de Internationale Maritieme Organisatie (IMO), dit zijn het Internationaal Verdrag voor de beveiliging van mensenlevens op zee (SOLAS), het Uitwateringsverdrag (LL), de Overeenkomst betreffende passagiersschepen gebezigd op bijzondere reizen (STP) en het Internationaal Verdrag van Torremolinos voor de beveiliging van vissersvaartuigen (SFV). Die laatste is echter na vele jaren nog niet in werking getreden, waarmee er voor vissersschepen geen internationaal verdrag is voor veiligheid. In Nederland zijn de internationale eisen aan de zeewaardigheid opgenomen in de Schepenwet artikel 4 en 9 en het Schepenbesluit 2004 hoofdstuk 4 en 5.
Zeewaardigheid komt naar voren in het zeemansgebed dat in het journaal genoteerd wordt voor vertrek:
Bij vertrek was het schip hecht, dicht en sterk, van alle waterkeringen voorzien, de machines in orde bevonden, bemanning voltallig en gezond, levensmiddelen en drinkwater, zowel als bunkers voldoende aangevuld, alle brandblus-, reddings- en navigatiemiddelen en uitrusting op deugdelijkheid en volledigheid gecontroleerd, beproefd en in orde bevonden, kaarten volledig en geheel bijgewerkt, alle luiken van de laadruimen waterdicht, alsmede ook de lading in de ruimen en aan dek volgens goed zeemansgebruik gestuwd, afgedekt en gesjord, aldus het schip in alleszins vereiste en verantwoorde staat bevonden om de reis te aanvaarden en te volbrengen.